# Whakapapaiti Waterfall
Der Whakapapaiti Waterfall ist ein Wasserfall im Tongariro-Nationalpark im Zentrum der Nordinsel Neuseelands. Er liegt im Lauf des Whakapapaiti Stream am nordwestlichen Ausläufer des Mount Ruapehu. Seine Fallhöhe beträgt etwa 15 Meter.
Vom Zugang zum Round the Mountain Track, der Umwanderung des Ruapehu, an der Bruce Road hinter Whakapapa Village sind es ein 1,5-stündiger Fußmarsch bis zum Abzweig zur Whakapapaiti Hut. Beim Abstieg zur Hütte kommt der Wasserfall linker Hand in Sicht.